# Université ouverte de l'Andhra Pradesh
L'université ouverte de l'Andhra Pradesh est une université à distance ouverte située à Hyderabad en Inde. Elle est créée en 1982. 